# Eximia colorata
Eximia colorata är en skalbaggsart som först beskrevs av Max Quedenfeldt 1882.  Eximia colorata ingår i släktet Eximia och familjen långhorningar.
Artens utbredningsområde är:
- Angola.
- Gabon.

Inga underarter finns listade i Catalogue of Life.